# Stylidium schoenoides
Stylidium schoenoides är en tvåhjärtbladig växtart som beskrevs av Dc. Stylidium schoenoides ingår i släktet Stylidium och familjen Stylidiaceae. Inga underarter finns listade i Catalogue of Life.

## Bildgalleri

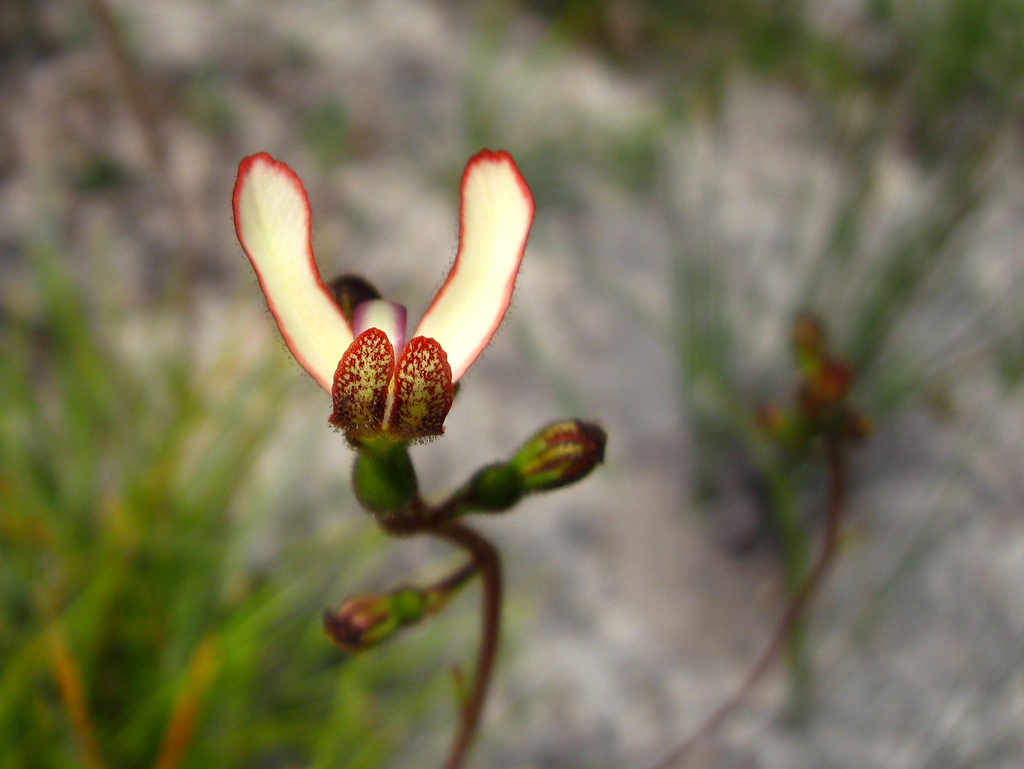
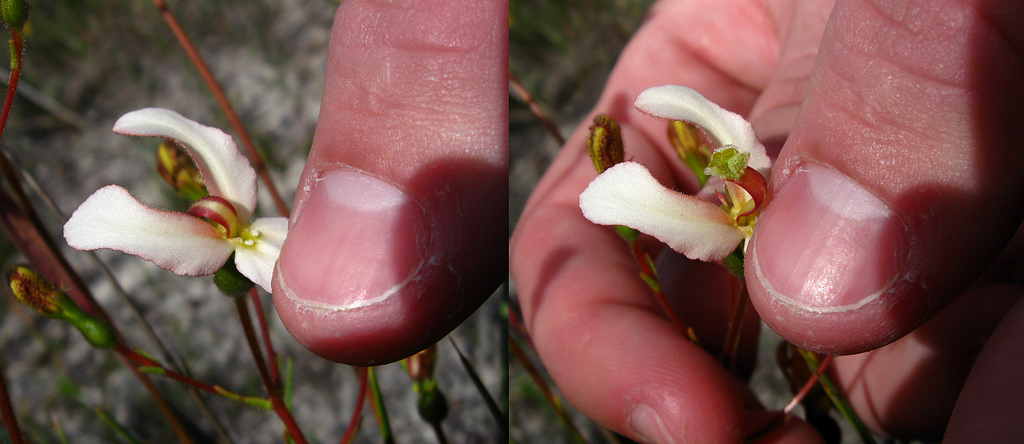
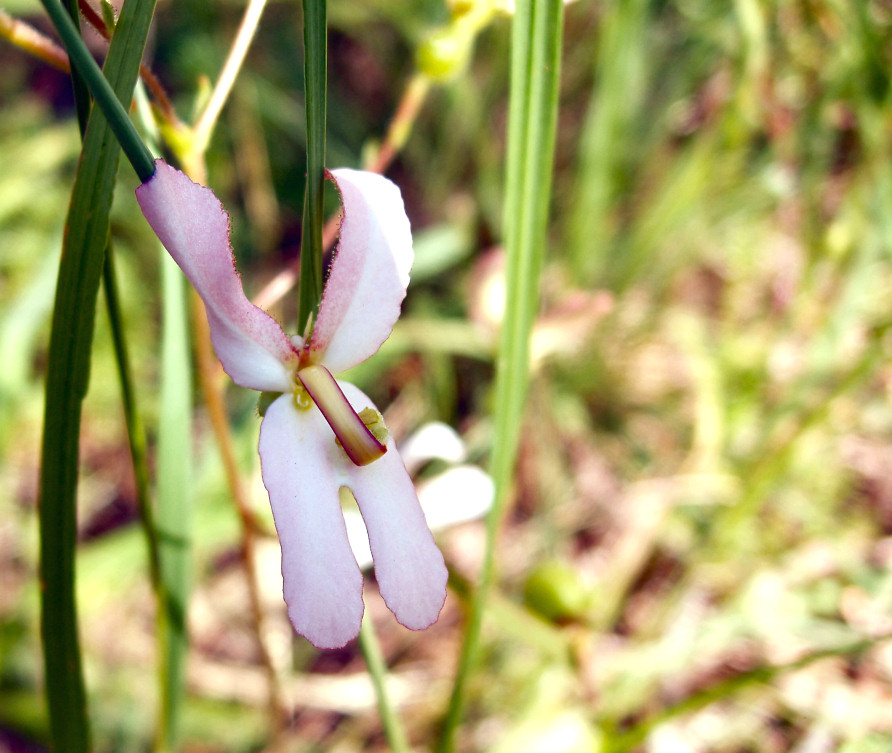
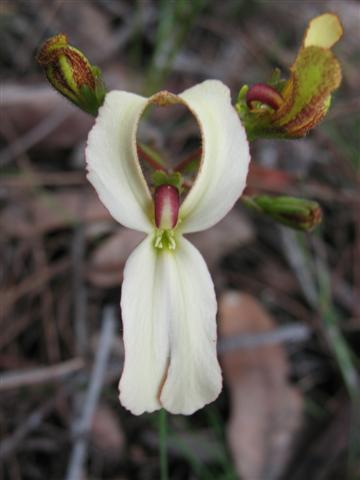
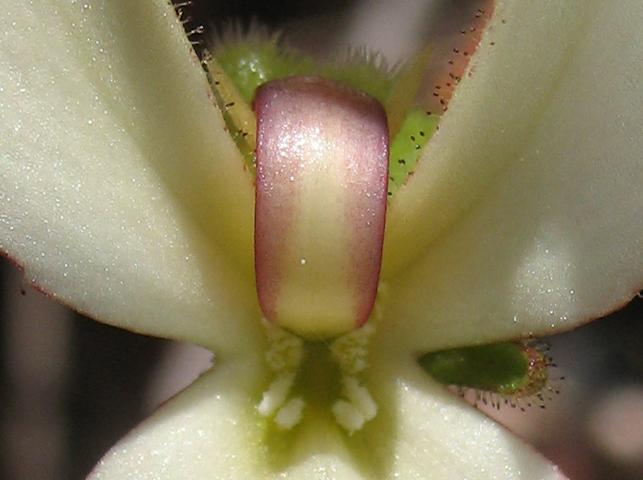
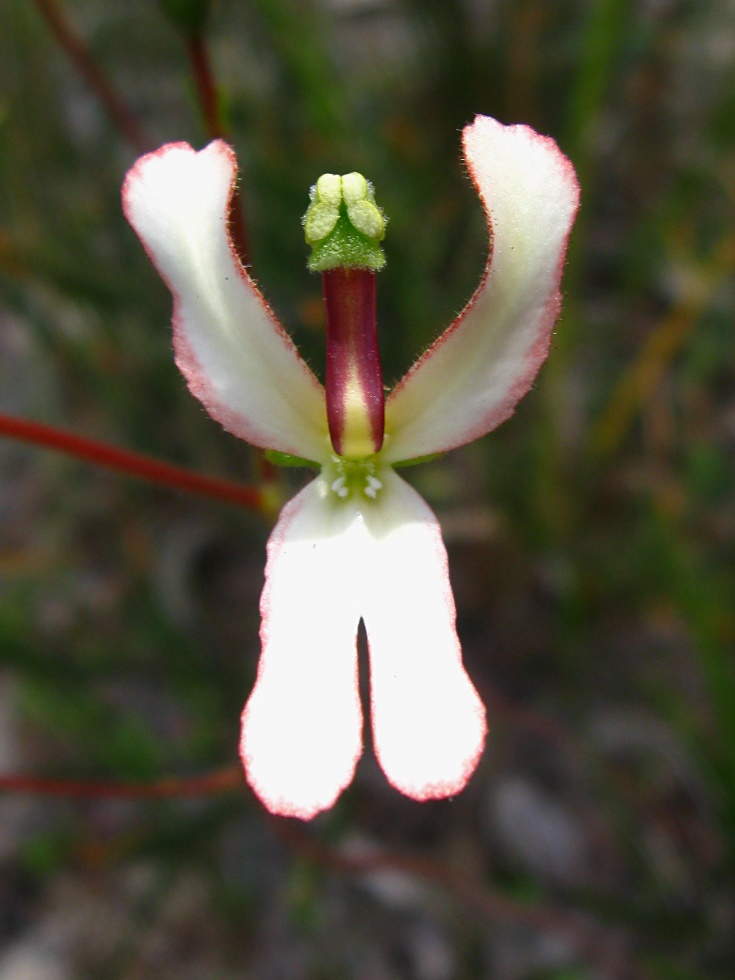